# Bauhinia campanulata
Bauhinia campanulata là một loài thực vật có hoa trong họ Đậu. Loài này được S.S.Larsen miêu tả khoa học đầu tiên.